# احیاء الملوک
احیاء الملوک، کتابی به زبان فارسی متضمن تاریخ سیستان از قدیم‌ترین روزگاران تا سال ۱۰۲۸ تألیف ملک شاه حسین سیستانی، از شاه‌زادگان و امیران سیستانی اوایل قرن یازدهم هجری، معاصر صفویه، وی خود را از اعقاب صفاریان به‌شمار آورده‌است. اثر او در ۱۰۲۷ مقارن پادشاهی شاه عباس اول، نوشته شده و در آن، حوادث تاریخ که در سیستان روی داده، به تفصیل تمام گزارش و بعدها شرح وقایع سال ۱۰۲۸ بر آن افزوده شده‌است.

## ساختار
احیاء الملوک، حاوی یک مقدمه، سه فصل و خاتمه است. مقدمه در بیان حال دانشمندان، راویان حدیث، مفسران، زاهدان و شاعران نامدار سیستان و نسب پادشاهان آن جا و برخی غرایب و عجایب آن سرزمین است. فصل اول در ذکر گروهی است که از زمان بنای سیستان تا ظهور اسلام در آنجا لوای بزرگی برافراخته‌اند و احوال برخی از امرای عرب که در آن جا حکومت داشته‌اند. در ضمن این فصل؛ مشتمل است بر تاریخ افسانه‌ای سیستان و بیشتر مأخوذ از تاریخ سیستان.
فصل دوم، در وقایع حالات اولاد کسری است که پس از استیصال عجم و دولت اسلامی به سیستان آمده‌اند و ظهور صفاریان تا زمان ملک قطب‌الدین محمد ثالث، فصل سوم از مزمان ملک قطب‌الدین محمد است تا عصر مؤلف و تاریخ ختم تألیف کتاب؛ یعنی سال ۱۰۲۸ه‍.ق خاتمه در شرح وقایعی است که مؤلف خود عیناً و شخصاً مشاهده کرده و به ضبط دقیق آنها پرداخته‌است.

## گزارش محتوا
بخش عمده و بیشتر محتویات این تاریخ؛ شامل شرح تفصیلی وقایع سیستان از روزگار پس از مرگ امیرتیمور گورکان تار عصر مؤلف است. در این کتاب، نامی بیش از ۱۲۵ نام آمده که اغلب خود را از اولاد ساسان و نسل انوشیروان می‌دانستند.
در تاریخ سیستان کتب متعددی تا عصر ملک حسین تألیف شده، لیکن بیشتر آنها، به جز کتاب مشهور تاریخ سیستان از مؤلفی ناشناخته، که در حدود سال ۷۰۰ پدید آمد در دسترس مؤلف نبوده‌اند. از این رو، بسیاری از مطالب اثر او از همان تاریخ سیستان اقتباس شده‌است. برخی از منابع و مآخذی که مؤلف از آنها بهره برده، امروز در دست نیست، از جمله آنها کتاب‌هایی است مخصوص به تاریخ سیستان که نام برخی ذیل آورده می‌شود: تاریخ سیستان به زبان عربی از ابوعبدالله از راویان ثقه حدیث و ترجمه فارسی آن، اثر ابومحمد، که در زمان شاه قطب‌الدین علی صورت گرفته‌است. تاریخ سیستان نوشته امیرفاضل امیر محمد امیر مبارز جد مادری مؤلف، تاریخ سیستان از محمود یوسف اصفهانی، مؤلف از برخی تواریخ عمومی چون تاریخ گزیده حمدالله مستوفی، ترجمه تاریخ یمینی، جهان آرای قاضی احمد غفاری، بهمن نامه، حبیب السیر و چند کتاب دیگر نیز بهره برده‌است.
بدین قرار احیاء الملوک متضمن مباحثی در تاریخ سیستان است که بخشی از آنها منحصر به آن است. از جمله حوادث عصر مؤلف متضمن اطلاعات فراوان و گرانبهایی از سیستان آن دوره به ویژه در باب طبقات مردم، از میرزایان، یاران، منشیان، کتابداران، سرخیلان، سادات، حقه بازان، خیال بازان، شبگردان، قصه خوانان، کشتی‌گیران، معرکه آرایان و سایر قشرها اجتماعی سیستان، همچنین آگاهی‌هایی در باب زندگی اقتصادی مردم سیستان به خصوص در هنگامه پریشانی و عسرت و سختی ناشی از حمله ازبکان.
مؤلف، با موشکافی و دقت، بسیارای از مسائل ناشناخته مربوط به تاریخ ایران دراین دوره‌ها را با ذکر جزئیات شرح داده‌است. البته، دیدگاه او در گزارش حوادث عصری؛ همانند اغلب مورخان خالی از اغراض خاص نیست. به خصوص در مواردی که قضایا به شخص خود او مربوط می‌شود، قضاوتش گاه یک جانبه است و باید با احتیاط تلقی شود. مؤلف در ضبط سنوات گاه دچار اشتباه شده، مثلاً سال مرگ [شاه طهماسب] را ۹۸۳ه‍.ق نوشته‌است. نثر احیاء الملوک پیراسته و روان نیست. هدف او هم نوشتن تاریخ بود، به رغم آشنایی با فنون ادبی، در قید آراستن نشر کتاب نبوده‌است.
از احیاء الملوک تنها یک نسخه خطی بر جای مانده که در کتابخانه موزه بریتانیا نگهداری می‌شود.

## وضعیت کتاب
منوچهر ستوده، مقدمه مفصلی بر کتاب نوشته و حواشی و تعلیقاتی به انتهای آن افزوده و بسیاری از مشکلات متن را گشوده‌است. در پایان کتاب فهرست‌های متعدد؛ از جمله برای آیات، احادیث و کلمات قصار، سلسله‌ها، ایلات، طوایف، تیره‌ها، طبقات اجتماعی، لغات و اصطلاحات، سنوات مذکور در متن آمده‌است.